# Ptilotus conicus
Ptilotus conicus är en amarantväxtart som beskrevs av Robert Brown. Ptilotus conicus ingår i släktet Ptilotus och familjen amarantväxter. Inga underarter finns listade i Catalogue of Life.